# Jymie Merritt
Jymie Merritt (né le 3 mai 1926 à Philadelphie (Pennsylvanie) et mort le 10 avril 2020) est un contrebassiste américain de jazz, pionnier de la basse électrique, chef d'orchestre et compositeur.

## Biographie

### Jeunesse
Né James Raleigh Merritt à Philadelphie (Pennsylvanie), Jymie Merritt est le fils d'Agnès Merritt (née Robinson), chef de chœur, professeur de chant et de piano et de Raleigh Howard « RH » Merritt, homme d'affaires et auteur. Après avoir servi dans l’armée américaine pendant la Seconde Guerre mondiale de 1944 à 1946, Jymie Merritt rentra chez lui travailler brièvement dans l’entreprise immobilière de son père. Après une brève incursion dans la clarinette, il s’intéresse aux enregistrements de Duke Ellington avec le bassiste Jimmy Blanton. Encouragé par sa mère, il étudie la contrebasse avec Carl Torello, contrebassiste du Philadelphia Orchestra et enseignant à la Ornstein School of Music de Philadelphie.

### Carrière
Jymie Merritt a travaillé dans les domaines du jazz, du R&B et du blues. Au début des années 1950, il tourne avec les pionniers du rock and roll Bullmoose Jackson et Chris Powell, avant de travailler avec le légendaire bluesman BB King de 1955 à 1957. En 1957, Jymie s'installe à Manhattan, New York, pour travailler avec Art Blakey et les Jazz Messengers. La mouture des Messengers que Merritt rejoint inclut alors son ami Benny Golson au saxophone, ainsi que Bobby Timmons au piano et Lee Morgan à la trompette et au cornet. La tournée et l'enregistrement de Jymie Merritt avec Art Blakey s'étendent  jusqu'en 1962, date à laquelle une maladie inconnue le contraint à cesser de faire de la tournée,. 
En 1964, Jymie Merritt est de retour et travaille avec le trompettiste et chanteur Chet Baker. Il figurait en bonne place dans l’autobiographie inachevée de Baker publiée sous le titre Comme si j’avais des ailes: L'autobiographie secrète. 
De 1965 à 1968, Jymie Merritt travailla avec le batteur, compositeur et militant Max Roach, non seulement dans la section rythmique, mais aussi en tant que compositeur, enregistrant Nommo sur l'album de l'Atlantique, The Drum Also Waltzes, de 1966, acclamé par la critique. Nommo aurait valu à Jymie Merritt une nomination au titre de meilleur compositeur de jazz dans le sondage « Critics Poll » de Downbeat Magazine . 
Jymie Merritt a quitté Max Roach à la fin des années 1960 pour travailler avec une autre icône du jazz et l'un des fondateurs de Dizzy Gillespie, maître de la trompette de be-bop, qui a joué avec le groupe de Gillespie dans The Dick Cavett Show . 
L'une des prestations scéniques la plus mémorable de Jymie Merritt en tant que compositeur fut la réunion avec son ancien collègue des Jazz Messengers, le talentueux trompettiste Lee Morgan. En 1970, Live at the Lighthouse, sorti par Lee Morgan sur Blue Note, inclut la composition Absolutions de Merritt (précédemment enregistrée par Max Roach). Il est depuis devenu un classique du jazz. 
En 1962, Jymie Merritt forme et dirige les Forerunners à Philadelphie. Le groupe, devenu une coopérative de musique explorant le propre système de renversement d'accords, d'harmoniques et d'approches uniques de la composition et des répétitions de Merritt, a créé son propre lexique, appelé système ou concept Forerunner. Le concept Forerunner à ses débuts a abouti à la composition expansive de Merritt Visions of the Ghost Dance. 
Odean Pope, Kenny Lowe, Donald Bailey et September Wrice font partie des premiers membres du groupe Forerunner. Ce groupe se produit régulièrement à Philadelphie et dans les environs pendant cinq ans, jusqu'à ce que Merritt rejoigne le groupe de Max Roach. Odean Pope rejoindra également le groupe de Max Roach, jouant avec lui jusque dans les années 1970. Forerunner a été périodiquement intermittent des années 1960 aux années 1980, en fonction du groupe avec lequel Merritt jouait à l'époque et de son état de santé. Le saxophoniste Bobby Zankel faisait partie de la deuxième incarnation du groupe lorsqu’il rejoignit le groupe en 1982, qui comprenait également Alan Nelson, Odean Pope, Julian Pressley, Colmore Duncan et Warren McLendon. Zankel est principalement connu comme un joueur alto, mais il joue du saxophone baryton avec le groupe et décrit le rôle de la section saxophone sur les solos comme un rôle d'accompagnement, où ils joueraient toujours sous le soliste, en le comparant au rôle typique de le bassiste mais dans la section sax.  À plus de 90 ans, Merritt continue de répéter et de se produire avec l'incarnation actuelle de The Forerunners, dont beaucoup ont été avec l'ensemble depuis sa création. 
En 2016, Jymie Merritt est l'un des musiciens témoins du film documentaire de Kasper Kollin I Called Him Morgan, sur la vie de Lee Morgan. 

### Pionnier de la basse électrique
Jymie Merritt rejoint le groupe Bull Moose Jackson en 1949  et demeure un des premiers à adopter la basse Ampeg ou « baby bass » (un instrument hybride électro-acoustique en fibre de verre) ainsi que de la basse Fender. Jymie Merritt se souvient de la première fois où il a acheté une basse Fender : 
« A l'époque, je jouais de la basse électrique depuis la première année de service avec le groupe Bull Moose. Nous étions quelque part en Oklahoma, quand Benny Golson a vu ce groupe occidental, ce que vous appelez un groupe Hillbilly, avec un gars jouant ce qui ressemblait à une guitare et à une basse. Benny m'a fait entendre cela et nous en avons ensuite vu une dans un magasin de musique. Benny est allé chercher des anches ou quelque chose du genre, alors j'ai essayé une basse électrique Fender et cette nuit-là, je l'ai emmenée au travail. Le propriétaire m'a laissé la prendre et je l'ai essayée au travail et personne n'a soulevé d'objection. J'avais des problèmes avec ma propre basse, un instrument de série,donc j'étais à la recherche d'une nouvelle basse. Quoi qu'il en soit, je suis devenu curieux, j'ai acheté la chose et je l'ai joué pendant environ sept ans. Je suppose qu'à l'époque j'étais le seul jazzman à jouer de la basse électrique. Bien sûr, je suis presque sûr que Monk Montgomery n'en jouait pas parce que nous le voyions auparavant à Minneapolis et qu'il était toujours intéressé de voir l'instrument. »  
A l'affût de nouveautés et d'expériences, Jymie Merritt n'a pas hésité à jouer de la basse électrique à six cordes et à composer en particulier pour cet instrument.

### Récompenses et honneurs
En novembre 2013, en compagnie de son ami et collègue bassiste Reggie Workman, Jymie Merritt a reçu le Living Legend, le Jazz Award du Clef Club of Philadelphia. 
Au Philadelphia Jazz Fair de 2009, produit par le musicien et professeur Don Glanden, l'Université des arts de Philadelphie et le Jazz Heritage Project ont décerné le prix Jazz Heritage à Jymie Merritt et à l'organiste jazz Trudi Pitts . Le prix de Merritt lui a été remis par un autre grand bassiste de Philadelphie, le regretté Charles Fambrough. 
En outre, Jymie Merritt a reçu le prix du patrimoine Don Redman en juin 2008 lors d’une cérémonie et d’un concert à Harper's Ferry, en Virginie occidentale, à l’événement annuel parrainé par la Harpers Ferry Historical Association et le NAACP du comté de Jefferson, en coopération avec la Don Redman Heritage Society of Piedmont, Virginie-Occidentale. 

### Vie privée
Le mariage de Jymie Merritt avec la Dorothy Viola Small (décédée en 2008) a donné naissance à cinq enfants : Mharlyn Merritt, écrivain et chanteur, qui a reçu une bourse de recherche de jazz en 1988 ; Marlon Merritt, guitariste accompli, retraité de l'armée et vétéran de la guerre en Irak ; Martyn Merritt (décédé), voyageur du monde, bon vivant et pianiste classique qui a étudié avec le pianiste de renommée internationale Leon Bates ; Marvon Merritt, percussionniste et batteur et Mike Merritt, un bassiste de renom, a joué et enregistré avec Levon Helm, Phoebe Snow, Johnny Copeland, BB King et de nombreux autres musiciens de renommée internationale. Mike est surtout connu comme bassiste du Basic Cable Band dans le talk-show TBS de Conan O'Brien. Poursuivant l'héritage musical de la famille en 2005, Mike Merritt a coproduit avec sa sœur Mharlyn un CD indépendant sur le label EMerrittus avec son frère Marlon à la guitare, Uri Caine, Al Kooper, Lew Soloff et Vivino Brothers intitulé Alone Together. 
Jymie Merritt a un frère plus jeune, LeRoy Merritt, artiste amateur passionné d'art et d'artisanat qui vit à West Philadelphia en Pennsylvanie. 
Jymie Merritt vivait à Center City à Philadelphie avec son épouse Ave et son chat Jazzie.

## Discographie

### Comme sideman
Avec Art Blakey
- Moanin' (Blue Note, 1958)
- 1958 - Paris Olympia (Fontana, 1958)
- Des femmes disparaissent (bande-son ; Fontana, 1958)
- At the Jazz Corner of the World (Blue Note, 1959)
- Les Liaisons dangereuses 1960 (Fontana, 1959) - Original Soundtrack with Barney Wilen
- Africane (Blue Note, 1959)
- Paris Jam Session (1959)
- The Big Beat (Blue Note, 1960)
- Like Someone in Love (Blue Note, 1960)
- A Night in Tunisia (Blue Note, 1960)
- Mosaic (Blue Note, 1961)
- A Day with Art Blakey and the Jazz Messengers (1961)
- Pisces (1961)
- The Freedom Rider (1961)
- Roots &amp; Herbs (1961)
- Three Blind Mice (1962)
- Buhaina's Delight (1963)

Avec Chet Baker
- The Most Important Jazz Album of 1964/65 (Colpix, 1964)

Avec Sonny Clark
- Standards (Blue Note, 1959)

Avec Curtis Fuller
- South American Cookin' (Epic, 1961)
- Soul Trombone (Impulse!, 1961)

Avec Benny Golson
- The Other Side of Benny Golson (Riverside, 1958)

Avec Lee Morgan
- Live at the Lighthouse (Blue Note, 1969)
- The Last Session (Blue Note, 1972)

Avec Max Roach
- Drums Unlimited (Atlantic, 1965)
- Members, Don't Git Weary (Atlantic, 1968)

Avec Jimmy Witherspoon
- The Blues Is Now (1967)

Avec Wayne Shorter
- Wayning Moments (1962)

## Filmographie
- I Called Him Morgan de Kasper Collin (2016).